# Rinascita Basket Rimini 2021-2022
Questa voce raccoglie le informazioni riguardanti Rinascita Basket Rimini, sponsorizzata RivieraBanca, nelle competizioni ufficiali della stagione 2021-2022.

## Verdetti stagionali
- Serie B:	
  - stagione regolare: 3º posto su 16 squadre nel girone C (bilancio di 23 vittorie e 7 sconfitte);
  - play-off: vincitore;
    - promozione in Serie A2.
- Supercoppa di Serie B: eliminazione alle semifinali del girone B.

## Stagione
Dopo le due precedenti annate di Serie B in cui la squadra non aveva potuto disputare o terminare i play-off a causa del COVID-19, la dirigenza già prima dell'inizio della stagione non nasconde le proprie ambizioni, confermando la volontà di centrare l'obiettivo della promozione. Il nuovo tecnico è Mattia Ferrari, reduce da sette stagioni da capo allenatore in A2. Rispetto alla stagione precedente rimangono il capitano Rinaldi, l'ala Bedetti, il play Rivali e la guardia Mladenov. A loro si aggiungono gli ingaggi di importanti giocatori per la categoria, tra cui Masciadri, Tassinari, Saccaggi, Arrigoni.
Nel corso della regular season i biancorossi lottano per le prime posizioni, fino a chiudere al terzo posto. Nel frattempo, in vista dei play-off, la società si tutela da eventuali infortuni con gli arrivi della guardia-ala Scali – da utilizzare in caso di necessità – e del play under D'Argenzio.
Il primo turno play-off vede i romagnoli opposti alla sesta del girone D, ovvero il CUS Jonico Taranto. Le due gare al Flaminio vengono vinte dai romagnoli entrambe con 16 punti di scarto, poi la serie viene chiusa in Puglia sul 3-0.
Molto più combattuta si rivela la serie di semifinale contro i Raggisolaris Faenza (che avevano chiuso la regular season con nove vittorie di fila ed eliminato la più quotata Ruvo di Puglia ai quarti): in gara1 i faentini perdono la partita ma anche l'ala-pivot Poggi per una frattura al naso, tuttavia si riscattano espugnando il Flaminio in gara 2. In gara 3 a Faenza, Rimini recupera dal -12 e vince dopo due tempi supplementari, mentre i neroverdi di casa perdono per infortunio anche la guardia Vico, dovendosi così presentare alla gara successiva con soli sei giocatori di fatto. In gara 4, ancora a Faenza, RBR rimonta nuovamente (questa volta dal -15) e chiude i giochi dopo un tempo supplementare.
Le finali dei play-off vedono i biancorossi opposti alla Pallacanestro Roseto, squadra che si era classificata al primo posto in regular season. Gara 1 in Abruzzo viene giocata punto a punto, ma alla fine prevale Rimini per 79-82. Due giorni più tardi, Rimini è ancora corsara al PalaMaggetti al termine di un'altra sfida alquanto equilibrata, terminata 68-72. La serie si sposta dunque in un caldissimo Flaminio tutto esaurito, ma gli ospiti biancoblù neutralizzano il primo match point biancorosso imponendosi per 70-77. La partita della promozione è gara 4 del 19 giugno: Rimini conduce già dal primo quarto, per poi mantenere il vantaggio fino al 71-53 finale che significa Serie A2.

## Organigramma societario
Area dirigenziale
- Presidente: Paolo Maggioli
- Vicepresidente: Moreno Maresi (fino al 26 novembre)
- Amministratore delegato: Paolo Carasso

Area comunicazione
- Responsabile comunicazione: Simone Campanati
- Addetto stampa: Marco Rinaldi

Area sportiva
- Direttore sportivo: Davide Turci
- Team manager: Matteo Panzeri
- Dirigente accompagnatore: Fabrizio Bartolini

Area tecnica
- Allenatore: Mattia Ferrari
- Vice allenatore: Simone Brugè
- Assistente allenatore: Larry Middleton

Area sanitaria
- Responsabile area medica: Eraldo Berardi
- Medico sul campo: Marco Montanari
- Preparatore atletico: Marco Bernardi
- Massofisioterapista: Diego Bartolini
- Osteopata: Filippo Saulle

## Roster
| Rinascita Basket Rimini 2021-2022 | Rinascita Basket Rimini 2021-2022 |
| Giocatori                         | Staff tecnico                     |
| --------------------------------- | --------------------------------- |

| N. | Naz.                | Ruolo | Nome                | Anno | Alt.   | Peso   |  |
| -- | ------------------- | ----- | ------------------- | ---- | ------ | ------ |  |
| 0  | Italia (bandiera)   | P     | Andrea Tassinari    | 1996 | 187 cm | 75 kg  |  |
| 1  | Bulgaria (bandiera) | G     | Borislav Mladenov   | 2000 | 202 cm | 85 kg  |  |
| 8  | Italia (bandiera)   | G     | Alessandro Scarponi | 2004 | 195 cm | 82 kg  |  |
| 10 | Italia (bandiera)   | P     | Eugenio Rivali      | 1986 | 178 cm | 80 kg  |  |
| 12 | Italia (bandiera)   | AC    | Marco Arrigoni      | 1991 | 198 cm | 102 kg |  |
| 14 | Italia (bandiera)   | A     | Francesco Bedetti   | 1993 | 195 cm | 89 kg  |  |
| 15 | Italia (bandiera)   | C     | Tommaso Rinaldi (C) | 1985 | 203 cm | 114 kg |  |
| 16 | Italia (bandiera)   | GA    | Guido Scali         | 1998 | 195 cm | 96 kg  |  |
| 17 | Italia (bandiera)   | C     | Luca Fabiani        | 2002 | 200 cm | 88 kg  |  |
| 21 | Italia (bandiera)   | P     | Domenico D'Argenzio | 2001 | 174 cm | 65 kg  |  |
| 22 | Italia (bandiera)   | A     | Stefano Masciadri   | 1989 | 200 cm | 100 kg |  |
| 41 | Italia (bandiera)   | G     | Andrea Saccaggi     | 1989 | 190 cm | 90 kg  |  |

| Allenatore |
| - Mattia Ferrari |
| Assistente/i |
| - Simone Brugè - Larry Middleton Legenda - (C) Capitano - (IN) Inattivo - Infortunato Roster Aggiornato al: 30 giugno 2022 |

## Mercato

### Sessione estiva
| Acquisti | Acquisti          | Acquisti            | Acquisti       | Acquisti |
| R.       | Nome              | da                  | Data           |          |
| -------- | ----------------- | ------------------- | -------------- | -------- |
| AC       | Marco Arrigoni    | Pall. Crema         | 7 luglio 2021  |          |
| P        | Andrea Tassinari  | Rucker SanVe        | 9 luglio 2021  |          |
| G        | Andrea Saccaggi   | Fortitudo Agrigento | 20 luglio 2021 |          |
| C        | Luca Fabiani      | Orange1 Bassano     | 25 luglio 2021 |          |
| A        | Stefano Masciadri | Bergamo B. 2014     | 26 luglio 2021 |          |

| Cessioni | Cessioni             | Cessioni       | Cessioni       | Cessioni |
| R.       | Nome                 | a              | Data           |          |
| -------- | -------------------- | -------------- | -------------- | -------- |
| A        | Nicholas Crow        | Free agent     | 1º luglio 2021 |          |
| G        | Michele Peroni       | Pall. Vigevano | 1º luglio 2021 |          |
| AC       | Matteo Ambrosin      | Latina Basket  | 1º luglio 2021 |          |
| P        | Alexander Simoncelli | Omnia Pavia    | 4 luglio 2021  |          |
| PG       | Carlo Fumagalli      | JuVi Cremona   | 9 luglio 2021  |          |
| AC       | Giorgio Broglia      | N.P.C. Rieti   | 3 agosto 2021  |          |
| GA       | Niccolò Moffa        | Virtus Cassino | 4 agosto 2021  |          |

### Dopo l'inizio della stagione
| Acquisti | Acquisti            | Acquisti   | Acquisti       | Acquisti |
| R.       | Nome                | da         | Data           |          |
| -------- | ------------------- | ---------- | -------------- | -------- |
| GA       | Guido Scali         | Molfetta   | 27 aprile 2022 |          |
| P        | Domenico D'Argenzio | LUISS Roma | 2 maggio 2022  |          |

| Cessioni | Cessioni | Cessioni | Cessioni | Cessioni |
| R.       | Nome     | a        | Data     |          |
| -------- | -------- | -------- | -------- | -------- |

## Risultati

### Campionato

#### Stagione regolare

##### Girone di andata
| Rieti 3 ottobre 2021, ore 18:00 1ª giornata | Real Sebastiani Rieti | 77 – 67 (22-26, 42-40, 53-48) referto         | RivieraBanca Rimini | PalaSojourner |
| \| \| \| \| \| Loschi 22 Traini 18 Ghersetti 12 \| Punti \| 23 Saccaggi 14 Bedetti 10 Masciadri, Arrigoni \| \| Piazza 6 \| Assist \| 7 Rivali \| \| Chiumenti 9 \| Rimbalzi \| 8 Rivali, Rinaldi \| |                       |                                               |                     |               |
| |                       |                                               |                     |               |
| Loschi 22 Traini 18 Ghersetti 12 | Punti                 | 23 Saccaggi 14 Bedetti 10 Masciadri, Arrigoni |                     |               |
| Piazza 6 | Assist                | 7 Rivali                                      |                     |               |
| Chiumenti 9 | Rimbalzi              | 8 Rivali, Rinaldi                             |                     |               |

| Rimini 10 ottobre 2021, ore 18:00 2ª giornata | RivieraBanca Rimini | 76 – 65 (11-15, 32-35, 56-55) referto | Raggisolaris Faenza | Palasport Flaminio |
| \| \| \| \| \| Saccaggi 25 Masciadri, Bedetti 11 Arrigoni 10 \| Punti \| 14 Vico 11 Reale 9 Ballabio \| \| Rivali 5 \| Assist \| 4 Vico \| \| Arrigoni 9 \| Rimbalzi \| 9 Siberna \| |                     |                                       |                     |                    |
| |                     |                                       |                     |                    |
| Saccaggi 25 Masciadri, Bedetti 11 Arrigoni 10 | Punti               | 14 Vico 11 Reale 9 Ballabio           |                     |                    |
| Rivali 5 | Assist              | 4 Vico                                |                     |                    |
| Arrigoni 9 | Rimbalzi            | 9 Siberna                             |                     |                    |

| Teramo 17 ottobre 2021, ore 18:00 3ª giornata | Rennova Teramo | 65 – 77 (22-23, 38-39, 47-57) referto | RivieraBanca Rimini | PalaScapriano |
| \| \| \| \| \| Bertocco 14 Cucco 12 Di Donato 11 \| Punti \| 17 Saccaggi 16 Arrigoni 13 Scarponi \| \| Bottioni 7 \| Assist \| 9 Rivali \| \| Di Donato 6 \| Rimbalzi \| 10 Arrigoni \| |                |                                       |                     |               |
| |                |                                       |                     |               |
| Bertocco 14 Cucco 12 Di Donato 11 | Punti          | 17 Saccaggi 16 Arrigoni 13 Scarponi   |                     |               |
| Bottioni 7 | Assist         | 9 Rivali                              |                     |               |
| Di Donato 6 | Rimbalzi       | 10 Arrigoni                           |                     |               |

| Civitanova Marche 24 ottobre 2021, ore 18:00 4ª giornata | Virtus Civitanova | 40 – 69 (8-20, 20-40, 28-52) referto | RivieraBanca Rimini | PalaRisorgimento |
| \| \| \| \| \| Vallasciani, Guerra 8 Pedicone 7 Musci, Rosettani 6 \| Punti \| 17 Bedetti 14 Fabiani 13 Masciadri \| \| Riccio, Felicioni 3 \| Assist \| 5 Rivali, Bedetti \| \| Vallasciani, Riccio 6 \| Rimbalzi \| 11 Fabiani \| |                   |                                      |                     |                  |
| |                   |                                      |                     |                  |
| Vallasciani, Guerra 8 Pedicone 7 Musci, Rosettani 6 | Punti             | 17 Bedetti 14 Fabiani 13 Masciadri   |                     |                  |
| Riccio, Felicioni 3 | Assist            | 5 Rivali, Bedetti                    |                     |                  |
| Vallasciani, Riccio 6 | Rimbalzi          | 11 Fabiani                           |                     |                  |

| Rimini 31 ottobre 2021, ore 18:00 5ª giornata | RivieraBanca Rimini | – Rinviata per positività al COVID-19 | The Supporter Jesi | Palasport Flaminio |

| Roseto degli Abruzzi 7 novembre 2021, ore 18:00 6ª giornata | Liofilchem Roseto | 80 – 72 (28-16, 43-37, 64-55) referto       | RivieraBanca Rimini | PalaMaggetti |
| \| \| \| \| \| Nikolić 26 Amoroso 20 Turel 11 \| Punti \| 24 Arrigoni 15 Masciadri 9 Bedetti, Rinaldi \| \| Di Emidio 5 \| Assist \| 3 Rivali, Masciadri \| \| Nikolić 13 \| Rimbalzi \| 9 Arrigoni \| |                   |                                             |                     |              |
| |                   |                                             |                     |              |
| Nikolić 26 Amoroso 20 Turel 11 | Punti             | 24 Arrigoni 15 Masciadri 9 Bedetti, Rinaldi |                     |              |
| Di Emidio 5 | Assist            | 3 Rivali, Masciadri                         |                     |              |
| Nikolić 13 | Rimbalzi          | 9 Arrigoni                                  |                     |              |

| Rimini 14 novembre 2021, ore 18:00 7ª giornata | RivieraBanca Rimini | 76 – 62 (19-14, 40-27, 56-40) referto   | Sinermatic Ozzano | Palasport Flaminio |
| \| \| \| \| \| Tassinari 20 Bedetti 12 Masciadri 9 \| Punti \| 18 Chiappelli 13 Bonfiglio 12 Klyuchnyk \| \| Tassinari 6 \| Assist \| 3 Bonfiglio \| \| Masciadri, Bedetti 9 \| Rimbalzi \| 10 Ceparano \| |                     |                                         |                   |                    |
| |                     |                                         |                   |                    |
| Tassinari 20 Bedetti 12 Masciadri 9 | Punti               | 18 Chiappelli 13 Bonfiglio 12 Klyuchnyk |                   |                    |
| Tassinari 6 | Assist              | 3 Bonfiglio                             |                   |                    |
| Masciadri, Bedetti 9 | Rimbalzi            | 10 Ceparano                             |                   |                    |

| Imola 21 novembre 2021, ore 18:00 8ª giornata | Andrea Costa Imola | 71 – 88 (19-15, 35-35, 56-60) referto | RivieraBanca Rimini | PalaRuggi |
| \| \| \| \| \| Cusenza, Carnovali 13 Trentin 12 Trapani, Calabrese 8 \| Punti \| 18 Masciadri 17 Tassinari 13 Bedetti \| \| Trapani 3 \| Assist \| 6 Tassinari \| \| Cusenza 8 \| Rimbalzi \| 10 Arrigoni \| |                    |                                       |                     |           |
| |                    |                                       |                     |           |
| Cusenza, Carnovali 13 Trentin 12 Trapani, Calabrese 8 | Punti              | 18 Masciadri 17 Tassinari 13 Bedetti  |                     |           |
| Trapani 3 | Assist             | 6 Tassinari                           |                     |           |
| Cusenza 8 | Rimbalzi           | 10 Arrigoni                           |                     |           |

| Rimini 28 novembre 2021, ore 18:00 9ª giornata | RivieraBanca Rimini | 93 – 71 (34-18, 56-36, 77-50) referto                           | Giulia Giulianova | Palasport Flaminio |
| \| \| \| \| \| Saccaggi, Tassinari 17 Fabiani 12 Bedetti 11 \| Punti \| 15 Di Carmine, Fattori, Motta 8 Caverni 6 Buscaroli, Giacomelli \| \| Rivali 4 \| Assist \| 2 Buscaroli, Caverni \| \| Arrigoni 13 \| Rimbalzi \| 6 Fattori \| |                     |                                                                 |                   |                    |
| |                     |                                                                 |                   |                    |
| Saccaggi, Tassinari 17 Fabiani 12 Bedetti 11 | Punti               | 15 Di Carmine, Fattori, Motta 8 Caverni 6 Buscaroli, Giacomelli |                   |                    |
| Rivali 4 | Assist              | 2 Buscaroli, Caverni                                            |                   |                    |
| Arrigoni 13 | Rimbalzi            | 6 Fattori                                                       |                   |                    |

| Montegranaro 5 dicembre 2021, ore 18:00 10ª giornata | Sutor Montegranaro | 71 – 77 (24-23, 36-42, 52-63) referto | RivieraBanca Rimini | Palasport |
| \| \| \| \| \| Murabito 23 Crespi 20 Masciarelli, Korsunov 8 \| Punti \| 18 Saccaggi 14 Bedetti 12 Arrigoni \| \| Galipò 8 \| Assist \| 5 Rivali \| \| Crespi 10 \| Rimbalzi \| 9 Masciadri \| |                    |                                       |                     |           |
| |                    |                                       |                     |           |
| Murabito 23 Crespi 20 Masciarelli, Korsunov 8 | Punti              | 18 Saccaggi 14 Bedetti 12 Arrigoni    |                     |           |
| Galipò 8 | Assist             | 5 Rivali                              |                     |           |
| Crespi 10 | Rimbalzi           | 9 Masciadri                           |                     |           |

| Rimini 8 dicembre 2021, ore 18:00 11ª giornata | RivieraBanca Rimini | 82 – 68 (23-18, 38-38, 66-57) referto             | Goldengas Senigallia | Palasport Flaminio |
| \| \| \| \| \| Saccaggi 14 Rivali, F. Bedetti, Arrigoni 12 Rinaldi 10 \| Punti \| 15 L. Bedetti 12 Varaschin 11 Giannini, Giacomini \| \| F. Bedetti, Tassinari 5 \| Assist \| 5 Calbini \| \| Rivali 11 \| Rimbalzi \| 8 L. Bedetti \| |                     |                                                   |                      |                    |
| |                     |                                                   |                      |                    |
| Saccaggi 14 Rivali, F. Bedetti, Arrigoni 12 Rinaldi 10 | Punti               | 15 L. Bedetti 12 Varaschin 11 Giannini, Giacomini |                      |                    |
| F. Bedetti, Tassinari 5 | Assist              | 5 Calbini                                         |                      |                    |
| Rivali 11 | Rimbalzi            | 8 L. Bedetti                                      |                      |                    |

| Rieti 12 dicembre 2021, ore 18:00 12ª giornata | Kienergia Rieti | 75 – 63 (23-20, 35-41, 55-48) referto | RivieraBanca Rimini | PalaSojourner |
| \| \| \| \| \| Broglia 18 Testa 16 Del Testa 14 \| Punti \| 19 Tassinari 14 Masciadri 13 Saccaggi \| \| Timperi, Antelli 4 \| Assist \| 6 Tassinari \| \| Broglia 10 \| Rimbalzi \| 7 Rinaldi, Arrigoni \| |                 |                                       |                     |               |
| |                 |                                       |                     |               |
| Broglia 18 Testa 16 Del Testa 14 | Punti           | 19 Tassinari 14 Masciadri 13 Saccaggi |                     |               |
| Timperi, Antelli 4 | Assist          | 6 Tassinari                           |                     |               |
| Broglia 10 | Rimbalzi        | 7 Rinaldi, Arrigoni                   |                     |               |

| Rimini 19 dicembre 2021, ore 18:00 13ª giornata | RivieraBanca Rimini | – Rinviata per positività al COVID-19 | Luciana Mosconi Ancona | Palasport Flaminio |

| Rimini 9 gennaio 2022, ore 18:00 14ª giornata | RivieraBanca Rimini | 88 – 76 (23-13, 44-33, 65-51) referto | Tigers Cesena | Palasport Flaminio |
| \| \| \| \| \| Arrigoni 28 Rinaldi 16 Saccaggi 14 \| Punti \| 18 Mascherpa 17 Anumba 14 Bugatti \| \| Mladenov 4 \| Assist \| 4 Mascherpa \| \| Arrigoni 10 \| Rimbalzi \| 11 Mascherpa \| |                     |                                       |               |                    |
| |                     |                                       |               |                    |
| Arrigoni 28 Rinaldi 16 Saccaggi 14 | Punti               | 18 Mascherpa 17 Anumba 14 Bugatti     |               |                    |
| Mladenov 4 | Assist              | 4 Mascherpa                           |               |                    |
| Arrigoni 10 | Rimbalzi            | 11 Mascherpa                          |               |                    |

| Roma 16 gennaio 2022, ore 18:00 15ª giornata | LUISS Roma | 52 – 69 (11-20, 25-36, 42-56) referto | RivieraBanca Rimini | PalaLUISS |
| \| \| \| \| \| Di Bonaventura 16 Pasqualin 8 Zini, D'Argenzio 7 \| Punti \| 15 Arrigoni 13 Bedetti 9 Mladenov \| \| Pasqualin, Di Bonaventura, Buzzi 2 \| Assist \| 4 Rivali \| \| Buzzi 8 \| Rimbalzi \| 13 Arrigoni \| |            |                                       |                     |           |
| |            |                                       |                     |           |
| Di Bonaventura 16 Pasqualin 8 Zini, D'Argenzio 7 | Punti      | 15 Arrigoni 13 Bedetti 9 Mladenov     |                     |           |
| Pasqualin, Di Bonaventura, Buzzi 2 | Assist     | 4 Rivali                              |                     |           |
| Buzzi 8 | Rimbalzi   | 13 Arrigoni                           |                     |           |

##### Girone di ritorno
| Rimini 23 gennaio 2022, ore 18:00 16ª giornata | RivieraBanca Rimini | 79 – 73 (13-18, 38-33, 61-50) referto | Real Sebastiani Rieti | Palasport Flaminio |
| \| \| \| \| \| Tassinari 32 Rinaldi 11 Rivali 8 \| Punti \| 19 Loschi 15 Contento 14 Dieng \| \| Tassinari 3 \| Assist \| 4 Contento \| \| Arrigoni 8 \| Rimbalzi \| 8 Ghersetti \| |                     |                                       |                       |                    |
| |                     |                                       |                       |                    |
| Tassinari 32 Rinaldi 11 Rivali 8 | Punti               | 19 Loschi 15 Contento 14 Dieng        |                       |                    |
| Tassinari 3 | Assist              | 4 Contento                            |                       |                    |
| Arrigoni 8 | Rimbalzi            | 8 Ghersetti                           |                       |                    |

| Faenza 30 gennaio 2022, ore 18:00 17ª giornata | Raggisolaris Faenza | – Rinviata per positività al COVID-19 | RivieraBanca Rimini | PalaCattani |

| Rimini 2 febbraio 2022, ore 20:30 Recupero 5ª giornata | RivieraBanca Rimini | 90 – 72 (26-13, 47-29, 68-44) referto | General Contractor Jesi | Palasport Flaminio |
| \| \| \| \| \| Arrigoni 21 Saccaggi 16 Bedetti 14 \| Punti \| 22 Gloria 14 Ferraro 12 Rocchi \| \| Tassinari 6 \| Assist \| 3 Gay \| \| Masciadri, Arrigoni 11 \| Rimbalzi \| 11 Gloria \| |                     |                                       |                         |                    |
| |                     |                                       |                         |                    |
| Arrigoni 21 Saccaggi 16 Bedetti 14 | Punti               | 22 Gloria 14 Ferraro 12 Rocchi        |                         |                    |
| Tassinari 6 | Assist              | 3 Gay                                 |                         |                    |
| Masciadri, Arrigoni 11 | Rimbalzi            | 11 Gloria                             |                         |                    |

| Rimini 6 febbraio 2022, ore 18:00 18ª giornata | RivieraBanca Rimini | 86 – 68 (16-15, 42-36, 69-58) referto      | Rennova Teramo | Palasport Flaminio |
| \| \| \| \| \| Saccaggi 22 Tassinari 19 Arrigoni 14 \| Punti \| 11 Bottioni, Bertocco 10 Cucco 9 Antonelli \| \| Arrigoni 5 \| Assist \| 3 Antonelli, Bottioni \| \| Rinaldi 12 \| Rimbalzi \| 6 Bertocco \| |                     |                                            |                |                    |
| |                     |                                            |                |                    |
| Saccaggi 22 Tassinari 19 Arrigoni 14 | Punti               | 11 Bottioni, Bertocco 10 Cucco 9 Antonelli |                |                    |
| Arrigoni 5 | Assist              | 3 Antonelli, Bottioni                      |                |                    |
| Rinaldi 12 | Rimbalzi            | 6 Bertocco                                 |                |                    |

| Rimini 13 febbraio 2022, ore 18:00 19ª giornata | RivieraBanca Rimini | 101 – 71 (27-19, 48-36, 72-55) referto | Virtus Civitanova | Palasport Flaminio |
| \| \| \| \| \| Masciadri 21 Mladenov 15 Scarponi 14 \| Punti \| 28 Riccio 14 Dessì 11 Felicioni \| \| Tassinari 12 \| Assist \| 6 Costa \| \| Masciadri 10 \| Rimbalzi \| 7 Dessì \| |                     |                                        |                   |                    |
| |                     |                                        |                   |                    |
| Masciadri 21 Mladenov 15 Scarponi 14 | Punti               | 28 Riccio 14 Dessì 11 Felicioni        |                   |                    |
| Tassinari 12 | Assist              | 6 Costa                                |                   |                    |
| Masciadri 10 | Rimbalzi            | 7 Dessì                                |                   |                    |

| Rimini 16 febbraio 2022, ore 20:30 Recupero 13ª giornata | RivieraBanca Rimini | 46 – 62 (11-20, 28-37, 42-50) referto             | Luciana Mosconi Ancona | Palasport Flaminio |
| \| \| \| \| \| Arrigoni 11 Tassinari 10 Rinaldi 7 \| Punti \| 25 Centanni 9 Quarisa 7 Panzini, Pozzetti, Cacace \| \| Rivali 3 \| Assist \| 4 Centanni \| \| Masciadri 9 \| Rimbalzi \| 10 Quarisa \| |                     |                                                   |                        |                    |
| |                     |                                                   |                        |                    |
| Arrigoni 11 Tassinari 10 Rinaldi 7 | Punti               | 25 Centanni 9 Quarisa 7 Panzini, Pozzetti, Cacace |                        |                    |
| Rivali 3 | Assist              | 4 Centanni                                        |                        |                    |
| Masciadri 9 | Rimbalzi            | 10 Quarisa                                        |                        |                    |

| Jesi 20 febbraio 2022, ore 18:00 20ª giornata | General Contractor Jesi | 75 – 92 (16-22, 38-40, 51-74) referto | RivieraBanca Rimini | PalaTriccoli |
| \| \| \| \| \| Gloria, Magrini 16 Rocchi 15 Ferraro 9 \| Punti \| 32 Tassinari 13 Scarponi 12 Bedetti \| \| Valentini 5 \| Assist \| 9 Tassinari \| \| Gloria 10 \| Rimbalzi \| 6 Rinaldi, Arrigoni \| |                         |                                       |                     |              |
| |                         |                                       |                     |              |
| Gloria, Magrini 16 Rocchi 15 Ferraro 9 | Punti                   | 32 Tassinari 13 Scarponi 12 Bedetti   |                     |              |
| Valentini 5 | Assist                  | 9 Tassinari                           |                     |              |
| Gloria 10 | Rimbalzi                | 6 Rinaldi, Arrigoni                   |                     |              |

| Rimini 27 febbraio 2022, ore 18:00 21ª giornata | RivieraBanca Rimini | 82 – 67 (19-16, 35-33, 53-52) referto | Liofilchem Roseto | Palasport Flaminio |
| \| \| \| \| \| Tassinari, Scarponi 17 Masciadri 16 Rinaldi 9 \| Punti \| 22 Nikolić 9 Zampogna 8 Mei \| \| Rivali, Tassinari 5 \| Assist \| 2 cinque giocatori \| \| Masciadri, Bedetti 7 \| Rimbalzi \| 9 Amoroso \| |                     |                                       |                   |                    |
| |                     |                                       |                   |                    |
| Tassinari, Scarponi 17 Masciadri 16 Rinaldi 9 | Punti               | 22 Nikolić 9 Zampogna 8 Mei           |                   |                    |
| Rivali, Tassinari 5 | Assist              | 2 cinque giocatori                    |                   |                    |
| Masciadri, Bedetti 7 | Rimbalzi            | 9 Amoroso                             |                   |                    |

| Ozzano dell'Emilia 5 marzo 2022, ore 20:30 22ª giornata | Sinermatic Ozzano | 92 – 81 (32-26, 48-47, 73-64) referto | RivieraBanca Rimini | Pala Arti Grafiche Reggiani |
| \| \| \| \| \| Lasagni 18 Chiappelli 17 Ceparano 16 \| Punti \| 20 Tassinari 18 Masciadri 13 Arrigoni \| \| Bonfiglio, Chiappelli, Lasagni 5 \| Assist \| 9 Tassinari \| \| Klyuchnyk 6 \| Rimbalzi \| 11 Masciadri \| |                   |                                       |                     |                             |
| |                   |                                       |                     |                             |
| Lasagni 18 Chiappelli 17 Ceparano 16 | Punti             | 20 Tassinari 18 Masciadri 13 Arrigoni |                     |                             |
| Bonfiglio, Chiappelli, Lasagni 5 | Assist            | 9 Tassinari                           |                     |                             |
| Klyuchnyk 6 | Rimbalzi          | 11 Masciadri                          |                     |                             |

| Faenza 13 marzo 2022, ore 18:00 Recupero 17ª giornata | Raggisolaris Faenza | 57 – 67 (18-11, 31-26, 41-51) referto | RivieraBanca Rimini | PalaCattani |
| \| \| \| \| \| Ballabio, Aromando 15 Petrucci 7 Reale, Siberna 6 \| Punti \| 24 Tassinari 12 Bedetti 11 Arrigoni \| \| Poggi 4 \| Assist \| 6 Arrigoni, Tassinari \| \| Molinaro 10 \| Rimbalzi \| 10 Arrigoni \| |                     |                                       |                     |             |
| |                     |                                       |                     |             |
| Ballabio, Aromando 15 Petrucci 7 Reale, Siberna 6 | Punti               | 24 Tassinari 12 Bedetti 11 Arrigoni   |                     |             |
| Poggi 4 | Assist              | 6 Arrigoni, Tassinari                 |                     |             |
| Molinaro 10 | Rimbalzi            | 10 Arrigoni                           |                     |             |

| Rimini 20 marzo 2022, ore 18:00 23ª giornata | RivieraBanca Rimini | 72 – 60 (16-11, 32-29, 55-46) referto | Andrea Costa Imola | Palasport Flaminio |
| \| \| \| \| \| Saccaggi 22 Scarponi 16 Masciadri 11 \| Punti \| 19 Vigori 18 Carnovali 9 Cusenza \| \| Tassinari 6 \| Assist \| 7 Trapani \| \| Arrigoni 11 \| Rimbalzi \| 7 Trapani \| |                     |                                       |                    |                    |
| |                     |                                       |                    |                    |
| Saccaggi 22 Scarponi 16 Masciadri 11 | Punti               | 19 Vigori 18 Carnovali 9 Cusenza      |                    |                    |
| Tassinari 6 | Assist              | 7 Trapani                             |                    |                    |
| Arrigoni 11 | Rimbalzi            | 7 Trapani                             |                    |                    |

| Rimini 28 marzo 2022, ore 20:30 24ª giornata | Giulia Giulianova | 84 – 102 (20-30, 44-55, 55-83) referto | RivieraBanca Rimini | Palasport Flaminio |
| \| \| \| \| \| Pierucci 16 Bischetti 14 Milani, Buscaroli, Caverni 13 \| Punti \| 22 Saccaggi 20 Fabiani 17 Bedetti \| \| Caverni 5 \| Assist \| 9 Rivali \| \| Caverni 5 \| Rimbalzi \| 12 Fabiani \| |                   |                                        |                     |                    |
| |                   |                                        |                     |                    |
| Pierucci 16 Bischetti 14 Milani, Buscaroli, Caverni 13 | Punti             | 22 Saccaggi 20 Fabiani 17 Bedetti      |                     |                    |
| Caverni 5 | Assist            | 9 Rivali                               |                     |                    |
| Caverni 5 | Rimbalzi          | 12 Fabiani                             |                     |                    |

| Rimini 3 aprile 2022, ore 18:00 25ª giornata | RivieraBanca Rimini | 87 – 52 (24-18, 44-29, 64-42) referto | Sutor Montegranaro | Palasport Flaminio |
| \| \| \| \| \| Saccaggi 21 Mladenov 17 Fabiani 15 \| Punti \| 16 Galipò 15 Masciarelli 13 Botteghi \| \| Tassinari 7 \| Assist \| 3 Galipò \| \| Arrigoni 14 \| Rimbalzi \| 8 Botteghi \| |                     |                                       |                    |                    |
| |                     |                                       |                    |                    |
| Saccaggi 21 Mladenov 17 Fabiani 15 | Punti               | 16 Galipò 15 Masciarelli 13 Botteghi  |                    |                    |
| Tassinari 7 | Assist              | 3 Galipò                              |                    |                    |
| Arrigoni 14 | Rimbalzi            | 8 Botteghi                            |                    |                    |

| Senigallia 10 aprile 2022, ore 18:00 26ª giornata | Goldengas Senigallia | 56 – 60 (17-13, 27-32, 41-45) referto | RivieraBanca Rimini | PalaPanzini |
| \| \| \| \| \| Giannini 14 Bedin, Calbini 13 Giacomini 8 \| Punti \| 16 Tassinari 14 Rivali 11 Arrigoni \| \| Giacomini 5 \| Assist \| 3 Bedetti, Tassinari \| \| Varaschin 8 \| Rimbalzi \| 11 Arrigoni \| |                      |                                       |                     |             |
| |                      |                                       |                     |             |
| Giannini 14 Bedin, Calbini 13 Giacomini 8 | Punti                | 16 Tassinari 14 Rivali 11 Arrigoni    |                     |             |
| Giacomini 5 | Assist               | 3 Bedetti, Tassinari                  |                     |             |
| Varaschin 8 | Rimbalzi             | 11 Arrigoni                           |                     |             |

| Rimini 15 aprile 2022, ore 20:30 27ª giornata | RivieraBanca Rimini | – Rinviata per la convocazione di Scarponi in Nazionale Under-18 | Kienergia Rieti | Palasport Flaminio |

| Ancona 24 aprile 2022, ore 18:00 28ª giornata | Luciana Mosconi Ancona | 73 – 71 (23-22, 49-33, 61-54) referto   | RivieraBanca Rimini | PalaRossini |
| \| \| \| \| \| Cacace 20 Quarisa 19 Centanni 13 \| Punti \| 19 Saccaggi 16 Tassinari 11 Arrigoni \| \| Centanni 4 \| Assist \| 2 Rivali, Mladenov, Arrigoni, Tassinari \| \| Czoska 5 \| Rimbalzi \| 10 Arrigoni \| |                        |                                         |                     |             |
| |                        |                                         |                     |             |
| Cacace 20 Quarisa 19 Centanni 13 | Punti                  | 19 Saccaggi 16 Tassinari 11 Arrigoni    |                     |             |
| Centanni 4 | Assist                 | 2 Rivali, Mladenov, Arrigoni, Tassinari |                     |             |
| Czoska 5 | Rimbalzi               | 10 Arrigoni                             |                     |             |

| Cesena 1º maggio 2022, ore 18:00 29ª giornata | Tigers Cesena | 75 – 87 (13-21, 30-40, 49-65) referto         | RivieraBanca Rimini | Carisport |
| \| \| \| \| \| Mascherpa 17 Bugatti 15 Brighi 14 \| Punti \| 15 Saccaggi 14 Rinaldi, Arrigoni 12 Tassinari \| \| Gallizzi 6 \| Assist \| 6 Tassinari \| \| Mascherpa 7 \| Rimbalzi \| 12 Arrigoni \| |               |                                               |                     |           |
| |               |                                               |                     |           |
| Mascherpa 17 Bugatti 15 Brighi 14 | Punti         | 15 Saccaggi 14 Rinaldi, Arrigoni 12 Tassinari |                     |           |
| Gallizzi 6 | Assist        | 6 Tassinari                                   |                     |           |
| Mascherpa 7 | Rimbalzi      | 12 Arrigoni                                   |                     |           |

| Rimini 5 maggio 2022, ore 20:30 Recupero 27ª giornata | RivieraBanca Rimini | 69 – 76 (15-15, 33-38, 54-59) referto    | Kienergia Rieti | Palasport Flaminio |
| \| \| \| \| \| Masciadri 14 cinque giocatori 10 Bedetti 5 \| Punti \| 13 Saladini 12 Tiberti, Testa 11 Timperi \| \| Tassinari 4 \| Assist \| 3 Testa \| \| Arrigoni 12 \| Rimbalzi \| 6 Timperi, Testa \| |                     |                                          |                 |                    |
| |                     |                                          |                 |                    |
| Masciadri 14 cinque giocatori 10 Bedetti 5 | Punti               | 13 Saladini 12 Tiberti, Testa 11 Timperi |                 |                    |
| Tassinari 4 | Assist              | 3 Testa                                  |                 |                    |
| Arrigoni 12 | Rimbalzi            | 6 Timperi, Testa                         |                 |                    |

| Rimini 8 maggio 2022, ore 18:00 30ª giornata | RivieraBanca Rimini | 84 – 66 (21-12, 37-25, 60-43) referto | LUISS Roma | Palasport Flaminio |
| \| \| \| \| \| Masciadri 17 Arrigoni 13 D'Argenzio, Tassinari 10 \| Punti \| 28 Jovović 16 Legnini 14 Murri \| \| Bedetti, Mladenov, Arrigoni 3 \| Assist \| 5 Legnini \| \| Scali 7 \| Rimbalzi \| 9 Zini \| |                     |                                       |            |                    |
| |                     |                                       |            |                    |
| Masciadri 17 Arrigoni 13 D'Argenzio, Tassinari 10 | Punti               | 28 Jovović 16 Legnini 14 Murri        |            |                    |
| Bedetti, Mladenov, Arrigoni 3 | Assist              | 5 Legnini                             |            |                    |
| Scali 7 | Rimbalzi            | 9 Zini                                |            |                    |

#### Play-off tabellone 3
| Rimini 15 maggio 2022, ore 19:00 Quarti di finale Gara 1 | RivieraBanca Rimini | 89 – 73 (24-21, 57-41, 75-57) referto | CJ Basket Taranto | Palasport Flaminio |
| \| \| \| \| \| Tassinari 21 Masciadri 11 Scarponi 9 \| Punti \| 20 Ponziani 13 Diomede 11 Conti \| \| Rivali 7 \| Assist \| 4 Diomede \| \| Mladenov 7 \| Rimbalzi \| 11 Conte \| |                     |                                       |                   |                    |
| |                     |                                       |                   |                    |
| Tassinari 21 Masciadri 11 Scarponi 9 | Punti               | 20 Ponziani 13 Diomede 11 Conti       |                   |                    |
| Rivali 7 | Assist              | 4 Diomede                             |                   |                    |
| Mladenov 7 | Rimbalzi            | 11 Conte                              |                   |                    |

| Rimini 17 maggio 2022, ore 20:30 Quarti di finale Gara 2 | RivieraBanca Rimini | 83 – 67 (25-17, 44-31, 61-51) referto | CJ Basket Taranto | Palasport Flaminio |
| \| \| \| \| \| Saccaggi 18 Arrigoni 17 Bedetti 15 \| Punti \| 20 Conti 15 Erkmaa 10 Ponziani \| \| Tassinari 7 \| Assist \| 3 Conte \| \| Arrigoni 13 \| Rimbalzi \| 11 Ponziani \| |                     |                                       |                   |                    |
| |                     |                                       |                   |                    |
| Saccaggi 18 Arrigoni 17 Bedetti 15 | Punti               | 20 Conti 15 Erkmaa 10 Ponziani        |                   |                    |
| Tassinari 7 | Assist              | 3 Conte                               |                   |                    |
| Arrigoni 13 | Rimbalzi            | 11 Ponziani                           |                   |                    |

| Taranto 20 maggio 2022, ore 21:00 Quarti di finale Gara 3 | CJ Basket Taranto | 81 – 84 (11-17, 35-43, 51-65) referto | RivieraBanca Rimini | PalaFiom |
| \| \| \| \| \| Diomede 23 Conti 19 Ponziani 16 \| Punti \| 21 Masciadri 17 Rivali 14 Tassinari \| \| Diomede 6 \| Assist \| 6 Tassinari \| \| Ponziani 14 \| Rimbalzi \| 8 Rinaldi, Scali \| |                   |                                       |                     |          |
| |                   |                                       |                     |          |
| Diomede 23 Conti 19 Ponziani 16 | Punti             | 21 Masciadri 17 Rivali 14 Tassinari   |                     |          |
| Diomede 6 | Assist            | 6 Tassinari                           |                     |          |
| Ponziani 14 | Rimbalzi          | 8 Rinaldi, Scali                      |                     |          |

| Rimini 29 maggio 2022, ore 19:00 Semifinali Gara 1 | RivieraBanca Rimini | 75 – 56 (21-15, 42-26, 59-37) referto | Raggisolaris Faenza | Palasport Flaminio |
| \| \| \| \| \| Saccaggi 15 Arrigoni 12 Scarponi 11 \| Punti \| 20 Aromando 11 Siberna 9 Molinaro \| \| Rivali, Saccaggi, Rinaldi 3 \| Assist \| 3 Vico \| \| Arrigoni 9 \| Rimbalzi \| 15 Aromando \| |                     |                                       |                     |                    |
| |                     |                                       |                     |                    |
| Saccaggi 15 Arrigoni 12 Scarponi 11 | Punti               | 20 Aromando 11 Siberna 9 Molinaro     |                     |                    |
| Rivali, Saccaggi, Rinaldi 3 | Assist              | 3 Vico                                |                     |                    |
| Arrigoni 9 | Rimbalzi            | 15 Aromando                           |                     |                    |

| Rimini 31 maggio 2022, ore 20:30 Semifinali Gara 2 | RivieraBanca Rimini | 60 – 71 (7-12, 23-34, 45-52) referto | Raggisolaris Faenza | Palasport Flaminio |
| \| \| \| \| \| Tassinari 18 Arrigoni 15 Rivali 9 \| Punti \| 18 Siberna 14 Aromando 10 Vico \| \| Tassinari 5 \| Assist \| 5 Vico \| \| Arrigoni 9 \| Rimbalzi \| 11 Aromando \| |                     |                                      |                     |                    |
| |                     |                                      |                     |                    |
| Tassinari 18 Arrigoni 15 Rivali 9 | Punti               | 18 Siberna 14 Aromando 10 Vico       |                     |                    |
| Tassinari 5 | Assist              | 5 Vico                               |                     |                    |
| Arrigoni 9 | Rimbalzi            | 11 Aromando                          |                     |                    |

| Faenza 3 giugno 2022, ore 20:30 Semifinali Gara 3 | Raggisolaris Faenza | 78 – 83 (d.2t.s.) (21-15, 38-34, 50-49, 63-63, 70-70) referto | RivieraBanca Rimini | PalaCattani |
| \| \| \| \| \| Aromando 18 Petrucci 15 Ballabio, Siberna 13 \| Punti \| 25 Masciadri 13 Tassinari 12 Bedetti \| \| Vico, Reale 5 \| Assist \| 8 Rivali \| \| Aromando 20 \| Rimbalzi \| 11 Masciadri \| |                     |                                                               |                     |             |
| |                     |                                                               |                     |             |
| Aromando 18 Petrucci 15 Ballabio, Siberna 13 | Punti               | 25 Masciadri 13 Tassinari 12 Bedetti                          |                     |             |
| Vico, Reale 5 | Assist              | 8 Rivali                                                      |                     |             |
| Aromando 20 | Rimbalzi            | 11 Masciadri                                                  |                     |             |

| Faenza 5 giugno 2022, ore 20:30 Semifinali Gara 4 | Raggisolaris Faenza | 86 – 91 (d.t.s.) (25-16, 45-38, 55-62, 80-80) referto | RivieraBanca Rimini | PalaCattani |
| \| \| \| \| \| Petrucci 22 Siberna 18 Ballabio 17 \| Punti \| 25 Tassinari 22 Masciadri 11 Saccaggi \| \| Molinaro, Ballabio, Reale 7 \| Assist \| 10 Rivali \| \| Molinaro 12 \| Rimbalzi \| 10 Masciadri \| |                     |                                                       |                     |             |
| |                     |                                                       |                     |             |
| Petrucci 22 Siberna 18 Ballabio 17 | Punti               | 25 Tassinari 22 Masciadri 11 Saccaggi                 |                     |             |
| Molinaro, Ballabio, Reale 7 | Assist              | 10 Rivali                                             |                     |             |
| Molinaro 12 | Rimbalzi            | 10 Masciadri                                          |                     |             |

| Roseto degli Abruzzi 12 giugno 2022, ore 20:00 Finali Gara 1 | Liofilchem Roseto | 79 – 82 (11-19, 38-41, 58-57) referto | RivieraBanca Rimini | PalaMaggetti |
| \| \| \| \| \| Nikolić 21 Pastore 17 Amoroso 11 \| Punti \| 20 Masciadri 17 Tassinari 13 Arrigoni \| \| Pastore 8 \| Assist \| 8 Tassinari \| \| Amoroso 6 \| Rimbalzi \| 7 Arrigoni \| |                   |                                       |                     |              |
| |                   |                                       |                     |              |
| Nikolić 21 Pastore 17 Amoroso 11 | Punti             | 20 Masciadri 17 Tassinari 13 Arrigoni |                     |              |
| Pastore 8 | Assist            | 8 Tassinari                           |                     |              |
| Amoroso 6 | Rimbalzi          | 7 Arrigoni                            |                     |              |

| Roseto degli Abruzzi 14 giugno 2022, ore 20:45 Finali Gara 2 | Liofilchem Roseto | 68 – 72 (12-17, 26-38, 44-50) referto                   | RivieraBanca Rimini | PalaMaggetti |
| \| \| \| \| \| Nikolić 21 Amoroso 15 Mei 11 \| Punti \| 13 Rinaldi 11 Saccaggi, Masciadri, Arrigoni 8 Tassinari \| \| Pastore 4 \| Assist \| 6 Tassinari \| \| Nikolić 12 \| Rimbalzi \| 6 Masciadri \| |                   |                                                         |                     |              |
| |                   |                                                         |                     |              |
| Nikolić 21 Amoroso 15 Mei 11 | Punti             | 13 Rinaldi 11 Saccaggi, Masciadri, Arrigoni 8 Tassinari |                     |              |
| Pastore 4 | Assist            | 6 Tassinari                                             |                     |              |
| Nikolić 12 | Rimbalzi          | 6 Masciadri                                             |                     |              |

| Rimini 17 giugno 2022, ore 20:30 Finali Gara 3 | RivieraBanca Rimini | 70 – 77 (17-17, 39-34, 60-62) referto | Liofilchem Roseto | Palasport Flaminio |
| \| \| \| \| \| Saccaggi 17 Scarponi 16 Tassinari 13 \| Punti \| 22 Nikolić 19 Amoroso 9 Ruggiero \| \| Tassinari 7 \| Assist \| 10 Di Emidio \| \| Arrigoni 6 \| Rimbalzi \| 13 Nikolić \| |                     |                                       |                   |                    |
| |                     |                                       |                   |                    |
| Saccaggi 17 Scarponi 16 Tassinari 13 | Punti               | 22 Nikolić 19 Amoroso 9 Ruggiero      |                   |                    |
| Tassinari 7 | Assist              | 10 Di Emidio                          |                   |                    |
| Arrigoni 6 | Rimbalzi            | 13 Nikolić                            |                   |                    |

| Rimini 19 giugno 2022, ore 19:00 Finali Gara 4 | RivieraBanca Rimini | 71 – 53 (17-6, 34-21, 57-39) referto | Liofilchem Roseto | Palasport Flaminio |
| \| \| \| \| \| Bedetti 15 Tassinari 14 Masciadri 12 \| Punti \| 16 Amoroso 11 Zampogna 7 Pastore \| \| Rivali, Tassinari 3 \| Assist \| 4 Amoroso \| \| Arrigoni 8 \| Rimbalzi \| 12 Amoroso \| |                     |                                      |                   |                    |
| |                     |                                      |                   |                    |
| Bedetti 15 Tassinari 14 Masciadri 12 | Punti               | 16 Amoroso 11 Zampogna 7 Pastore     |                   |                    |
| Rivali, Tassinari 3 | Assist              | 4 Amoroso                            |                   |                    |
| Arrigoni 8 | Rimbalzi            | 12 Amoroso                           |                   |                    |